# Mühlbach (Glan)
Der Mühlbach oder Obermühlbacherbach (im Oberlauf auch Tatschniggraben genannt) ist ein linker Nebenfluss der Glan im Bezirk St. Veit an der Glan in Kärnten.

## Verlauf
Der Mühlbach entspringt südöstlich des von ihm gespeisten Tatschnigteichs in den Wimitzer Bergen im Gemeindegebiet von Liebenfels. Im Tatschnigteich fließt von links der Steinbauerbach zu. Aus dem Tatschnigteich fließt der Mühlbach in nordwestliche Richtung ins Gemeindegebiet von Frauenstein durch den Tatschniggraben ab. Knapp 1 km nördlich des Tatschniggrabens wurden in den 1960er-Jahren durch Aufstauen des Mühlbachs zwei Fischteiche mit einer Gesamtfläche von knapp 2 ha angelegt; beim Abfluss des unteren der beiden Teiche fließt von links das Schenkenbergerbachl zu, das von der Pflugernhöhe herabströmt.
Der Mühlbach wendet sich beim Austritt aus dem Tatschniggraben nach rechts, in nordöstliche Richtung; der Bach fließt ab hier in einem etwas weiteren Tal inmitten von Wiesen. Nach einem halben Kilometer fließt von links nahe der Ruine Schaumburg der Marbach zu, dessen Quellbäche zwischen Schneebauerberg und Dreifaltigkeit entspringen. Der Mühlbach wendet sich hier nochmals scharf nach rechts und fließt ab hier in etwa in südöstliche Richtung. Noch im Bereich der Ortschaft Schaumboden fließt linksseitig, von Norden, ein Bach zu, dessen Quellbäche östlich von Dreifaltigkeit entspringen. Ab Nußberg fließt der Mühlbach wieder in einem tiefer eingeschnittenen, bewaldeten Graben. Zwischen Hintnausdorf und Obermühlbach fließt von Norden, vom Salbrechtkopf herabkommend, der Gieselhofbach zu.

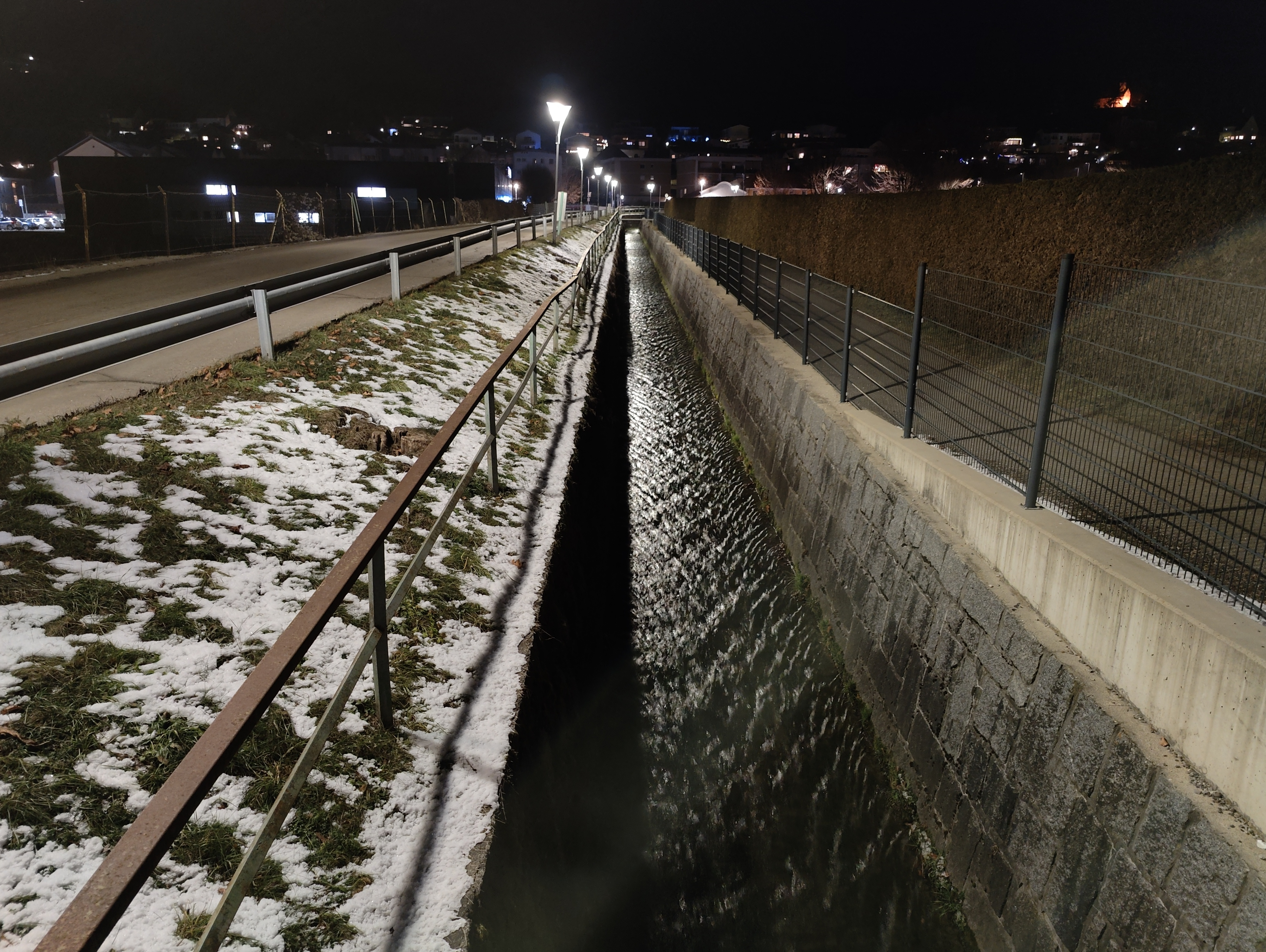
Unterlauf des Mühlbachs, in St. Veit an der Glan

Durch den Erlachgraben (auch: Hammergraben) erreicht der Mühlbach die Stadt St. Veit an der Glan, wo er vom Krankenhaus über den Bereich der ehemaligen Villacher Vorstadt und weiter westlich vorbei am Wiesenmarktgelände in einer gemauerten Künette geführt wird. In dicht bebautem Siedlungsgebiet erreicht der Mühlbach die Glan.

## Feuerbach
Im Mittelalter wurde in der Nähe des heutigen St. Veiter Krankenhauses vom Mühlbach linksseitig der sogenannte Feuerbach abgeleitet, der über den Bereich der heutigen Parkgasse und Spitalgasse einen Löschteich sowie den St. Veiter Stadtgraben erreichte und speiste, mitten durch die Altstadt floss, dort als Kanal diente, und weiter über die heutige Klagenfurter Straße nach Südosten der Glan zustrebte.

## Hochwasser
Am heute nicht mehr vorhandenen Feldkirchener Tor der St. Veiter Altstadt befand sich eine Hochwassermarke von 1557.
Am 20. August 1911 nach einem Gewitter überschwemmte der Mühlbach in St. Veit den Unteren Platz und die Klagenfurter sowie die Villacher Vorstadt.
Am 20. August 1930 kam es nach einem Unwetter zu schweren Überschwemmungen des Mühlbachs in Obermühlbach und in St. Veit an der Glan.
Am 29./30. Juni 1932 trat der Mühlbach nach einem Gewitter über die Ufer und überschwemmte den Unteren Platz in St. Veit.

## Hochwasserschutz
1995 stellte man fest, dass die Künette des Mühlbachs im Stadtgebiet von St. Veit 20 m³/s abführen kann, der geschätzte Abfluss eines 150-jährigen Hochwassers jedoch bei 54 m³/s liegt. Bauliche Hochwasserschutzmaßnahmen aus den 1930er-Jahren waren also viel zu gering dimensioniert gewesen. Daher legte man bei Schaumboden ein Retentionsbecken mit einer Fläche von 5 ha und einem Stauvolumen von etwa 150 000 m³ an, und es wurden drei Geschieberückhaltesperren am Mühlbach errichtet. Damit soll es zumindest bis zu einem 30-jährigen Hochwasser keine Ausuferungen im Stadtgebiet von St. Veit mehr geben.

## Energiegewinnung
1913 wurde in St. Veit beim neben dem ehemaligen Bürgerspital befindlichen Zeneggenhof eine kleine Turbinenanlage der Maschinenfabrik Andritz AG am Mühlbach installiert. 1921 bis 1924 wurde in diesem Bereich ein Sägewerk errichtet und 1929 durch eine Turbine der Leobersdorfer Maschinenfabrik AG verstärkt.

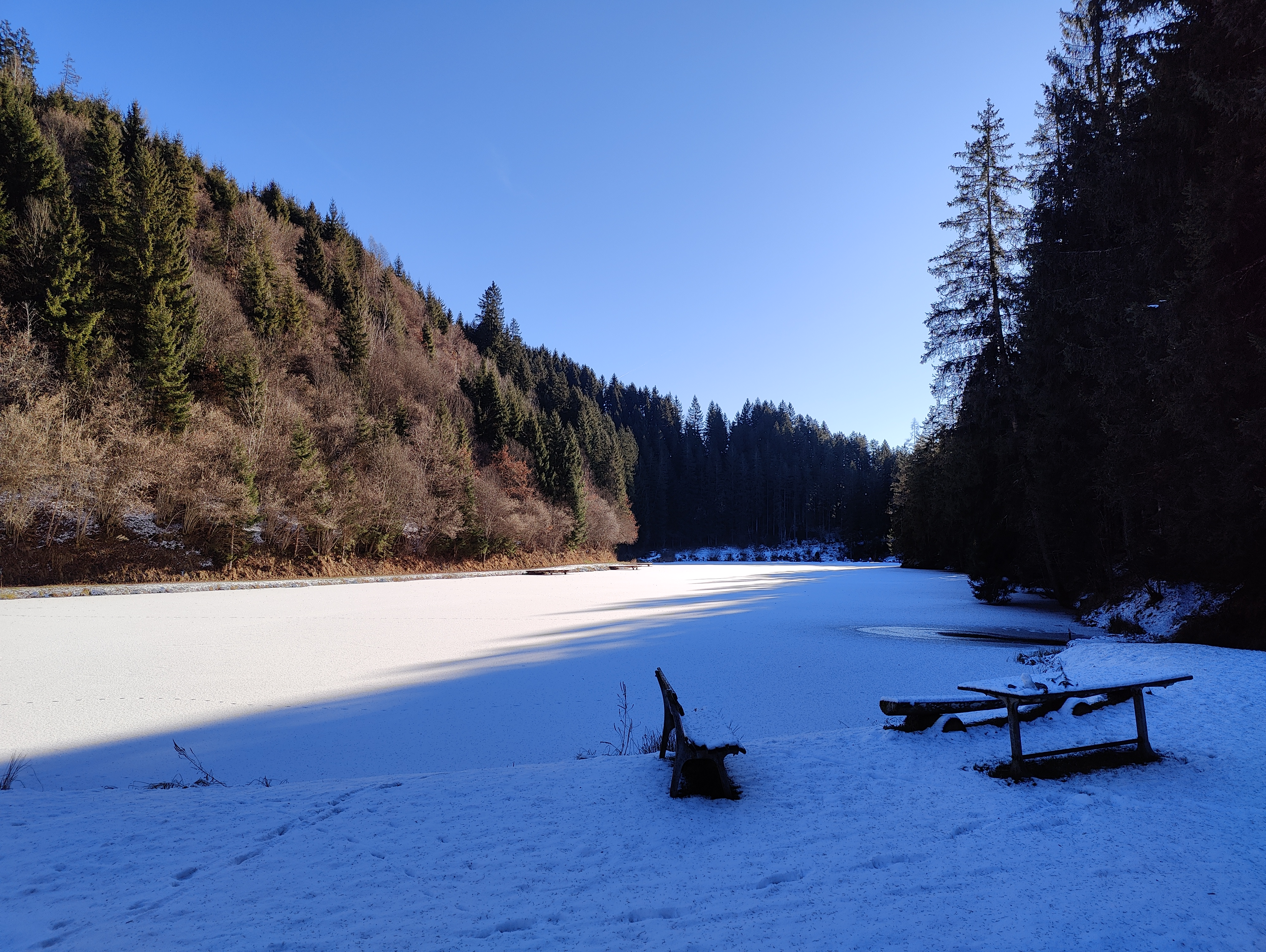
Tatschnigteich
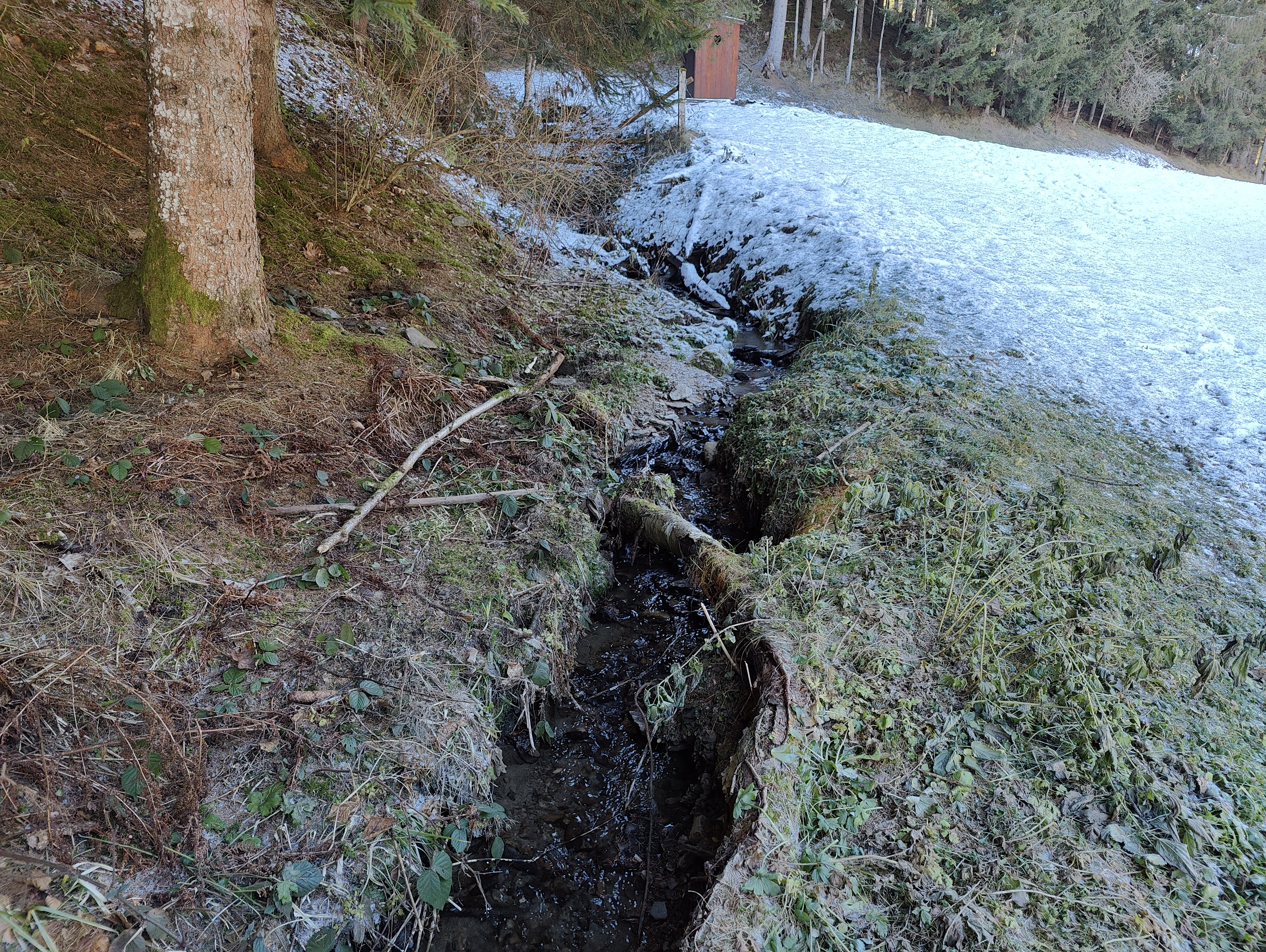
Steinbauerbach, Zubringer beim Tatschnigteich